# Вадільйо-де-ла-Гуаренья
Вадільйо-де-ла-Гуаренья (ісп. Vadillo de la Guareña) — муніципалітет в Іспанії, у складі автономної спільноти Кастилія-і-Леон, у провінції Самора. Населення — 316 осіб (2010).
Муніципалітет розташований на відстані близько 170 км на північний захід від Мадрида, 40 км на південний схід від Самори.

## Демографія
Динаміка населення (INE ):

## Галерея зображень

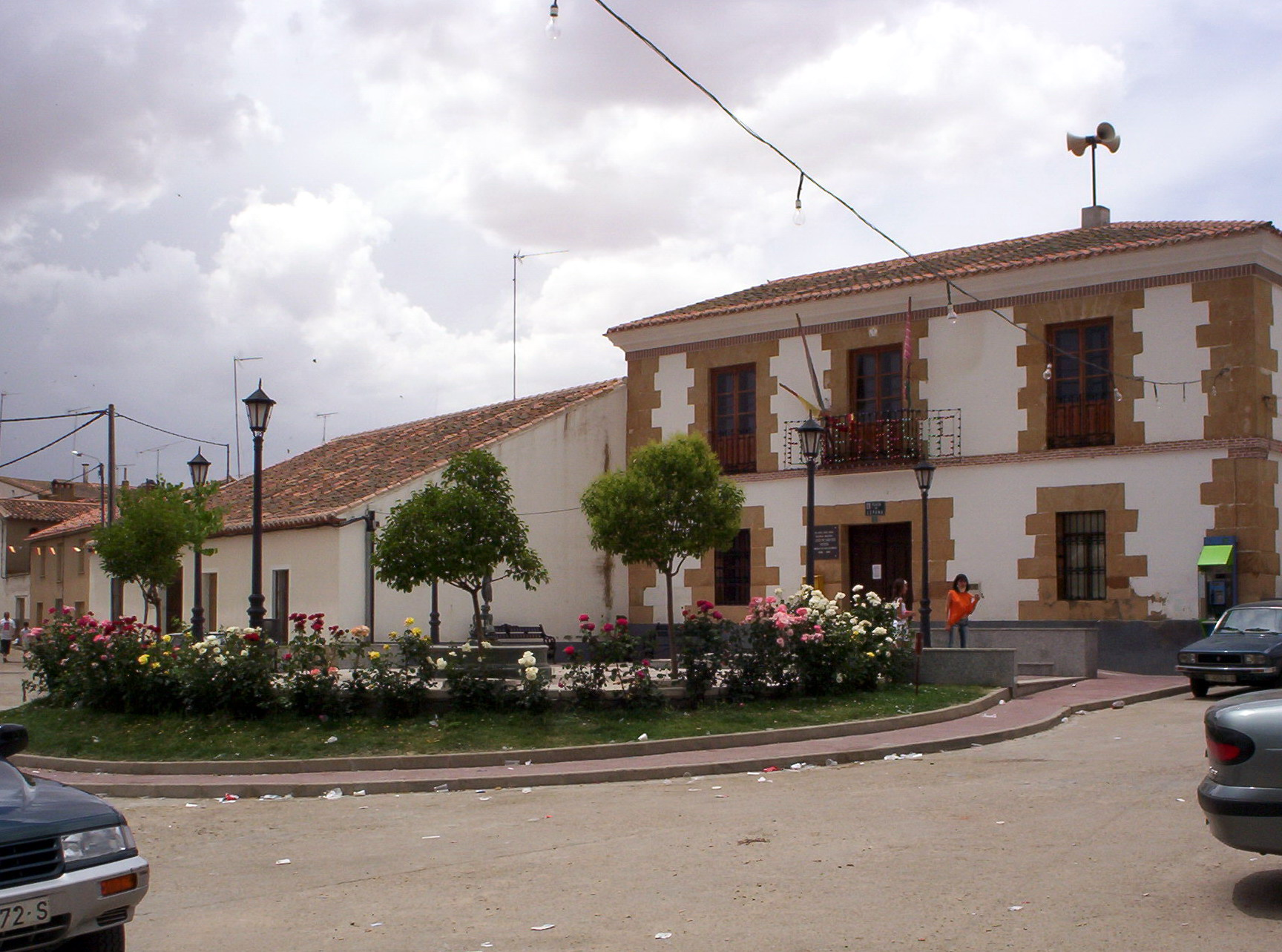
Площа